# Руднє-Городищенська сільська рада
Руднє-Городищенська сільська рада — адміністративно-територіальна одиниця та орган місцевого самоврядування у Троянівському, Житомирському і Бердичівському районах Волинської округи, Київської й Житомирської областей Української РСР та України з адміністративним центром у с. Рудня-Городище.

## Населені пункти
Сільській раді були підпорядковані населені пункти:
- с. Рудня-Городище
- с. Гай
- с. Роздольне
- с. Соснівка

## Населення
Відповідно до результатів перепису населення СРСР, кількість населення ради станом на 12 січня 1989 року становила 1 253 особи.
Станом на 5 грудня 2001 року, відповідно до перепису населення України, кількість мешканців сільської ради становила 953 особи.

## Склад ради
Рада складалася з 14 депутатів та голови.

### Керівний склад сільської ради
| ПІБ                           | Основні відомості                                                             | Дата обрання | Дата звільнення |
| ----------------------------- | ----------------------------------------------------------------------------- | ------------ | --------------- |
| Ворошило Василь Володимирович | Сільський голова, 1952 року народження, освіта, член народної партії          | 26.03.2006   | 31.10.2010      |
| Забродська Ірина Андріївна    | Сільський голова, 1965 року народження, освіта незакінчена вища, позапартійна | 31.10.2010   |                 |

Примітка: таблиця складена за даними джерела

## Історія
Створена 1923 року в складі с. Рудня-Городище та хуторів Володимирівка, Воронянка і Гатище Троянівської волості Житомирського повіту Волинської губернії. Станом на 1 жовтня 1941 року в підпорядкуванні ради значилися села Вища Рудня, Загребля і Новоселка; хутори Володимирівка, Воронянка та Гатище не значилися на обліку населених пунктів.
Станом на 1 вересня 1946 року входила до складу Троянівського району Житомирської області, на обліку в раді перебувало с. Рудня-Городище, села Вища Рудня, Загребля та Новоселка не значилися на обліку населених пунктів.
12 травня 1958 року, відповідно до рішення Житомирського облвиконкому № 442 «Про об'єднання сільських рад депутатів трудящих по Житомирському району», до складу ради включено села Бобрик, Вільшанка (згодом — Роздольне), Гай та Соснівка ліквідованої Гайської сільської ради Житомирського району. Станом на 1 березня 1961 року с. Бобрик не значилося на обліку населених пунктів.
На 1 січня 1972 року сільська рада входила до складу Житомирського району Житомирської області, на обліку в раді перебували села Гай, Роздольне, Рудня-Городище та Соснівка.
Виключена з облікових даних 17 липня 2020 року. Територію та населені пункти ради, відповідно до розпорядження Кабінету Міністрів України № 711-р від 12 червня 2020 року «Про визначення адміністративних центрів та затвердження територій територіальних громад Житомирської області», включено до складу Новогуйвинської селищної територіальної громади Житомирського району Житомирської області.
Входила до складу Троянівського (7.03.1923 р.), Житомирського (28.11.1957 р., 4.01.1965 р.) та Бердичівського (30.12.1962 р.) районів.